# Cessiat
Cessiat era una comuna francesa que estaba situada en el departamento de Jura, de la región de Borgoña-Franco Condado, que en 1822 pasó a formar parte de la comuna de Saint-Jean-d'Étreux.

## Demografía
| Gráfica de evolución demográfica de Cessiat entre 1800 y 1821 |
|                                                               |

Los datos demográficos contemplados en este gráfico se han cogido de la página francesa EHESS/Cassini.